# 尾崎重之
尾崎 重之（おざき しげゆき, 1960年 - ）は、日本を代表する心臓血管外科医、医学博士。東邦大学医療センター大橋病院教授。2007年に「自己心膜を用いた大動脈弁再建術」を開発し、現在までに1000例を超える症例を実施し、世界的に注目される手技となっている。

## 概略
広島県生まれ。防衛医科大学校卒業後、自衛隊医官、亀田総合病院を経てベルギーへ留学。帰国後、新東京病院、防衛医科大学校病院を経て、現職。

## 略歴
2000年に昭和大学から『The influence of stenting on the behavior of glutaraldehyde-fixed porcine aortic valves with amino oleic acid pretreatment in the juvenile sheep model』の論文で医学博士を授与される。